# Mo i Rana flygplats, Røssvoll

Mo i Rana flygplats, Røssvoll (norska: Mo i Rana lufthavn, Røssvoll) är en regional flygplats väster om Røssvoll och cirka 10 km nordöst om Mo i Rana i Norge.  

## Faciliteter
Det finns inga restauranger eller butiker på flygplatsen. Det finns heller inga flygbussar men taxiservice finns tillgängligt. Parkering är avgiftsbelagd.  

## Flygbolag och Rutter
| Flygbolag | Destinationer                                             |
| --------- | --------------------------------------------------------- |
| Wideroe   | Trondheim, Oslo, Mosjøen, Bodø, Sandnessjøen, Brønnøysund |

## Framtid
Lokala krafter har sedan 2002 drivit fråga om en ny flygplats i regionen, med längre landningsbana som tillåter jetplan. Den nuvarande flygplatsens bana kan inte förlängas särskilt mycket. År 2013 fattade stortinget principbeslut om att bygga en sådan flygplats några kilometer sydöst om den nuvarande. Den 30 augusti 2017 tog statsminister Erna Solberg det symboliska första spadtaget till den nya flygplatsen. Man räknar med att lägga ned både Røssvoll och Mosjøens flygplats (97 km vägavstånd mellan Mosjøen och den nya flygplatsen). Det fanns efter 2010 inte längre några nya flygplan att köpa, undantaget mycket små flygplan, som kan använda de korta banorna på Røssvoll, Mosjøen och andra kortbaneflygplatser i Norge, dock tas en sådan fram 2019-2023, en version av ATR 42. 
Bygget av en ny flygplats cirka 10 km öster om Mo i Rana fördröjdes i praktiken men påbörjades hösten 2022. Den planeras ersätta den gamla år 2025.

### Fotnoter
1. ↑  Viktor Leeds Høgseth: Erna Solberg skulle ta fly fra Mo, men slik gikk det ikke, Rana Blad, 30 augusti 2017
2. ↑  Ny flyplass Mo i Rana - Avinor